# Croilia mossambica
Croilia mossambica es una especie de peces de la familia de los Gobiidae en el orden de los Perciformes.

## Morfología
Los machos pueden llegar a alcanzar los 6 cm de longitud total.

## Alimentación
Come organismos bentónicos de movimiento lento, como larvas de quironómidos, gasterópodos, bivalvos y anfípodos.

## Hábitat
Es un pez de clima subtropical y demersal.

## Distribución geográfica
Se encuentra en Madagascar

## Observaciones
Es inofensivo para los humanos.